# 清流河 (颍河)
清流河，上游称老潩水，位于河南省中部，是颍河上游左岸支流。清流河原为古潩水的一部分，清代黄河在颍河支流双洎河冲决泛滥，潩水淤塞，失去上源，因潩水别名清流而得名。今清流河上游仍称老潩水，发源于长葛市东坡张村西北的贾庄一带，东南流经许昌县小召乡、邓庄乡、五女店镇，在五女店镇大二郎庙村折向南流，于张潘镇水田村西入鄢陵县境，老潩水南流至鄢陵县东南南坞乡屯沟村西过永济桥后始称清流河，清流河在南坞乡周桥村南进入西华县，在西华县西夏亭镇李湾村西北注入颍河。全长78.8公里，流域面积1540平方公里。途纳二道河、大浪沟等支流。流域地处黄淮平原西部，属山前洪积冲积平原，地貌以平原为主。流域内旱涝灾害频繁。
。